# Ramlösa Open
Het Ramlösa Open  was een golftoernooi van de Europese Challenge Tour. Het werd meestal in de maand mei gespeeld.
Eind 80'er jaren werd er in Zweden veel aandacht besteed aan opkomende golfers die professional wilden worden. Er was zelfs een speciale school waar deze jongens heen gingen, waar veel tijd aan golftraining kon worden besteed. Er kwamen toen ook meer toernooien in Zweden waar deze jongens ervaring konden opdoen. Wat dat betreft was Zweden koploper, nu zijn er meerdere wedstrijdcircuit in Europa, zoals de EPD Tour, de ECCO Tour, de Allianz Golf Tour en de Alps Tour.
Gevolg hiervan was dat er op de Tourschool ook meer Zweedse jongens kwamen. In 1988 kwamen 9 Zweden naar Montpellier, begeleid door een coach, een van hen was Jesper Parnevik, die een paar maanden eerder het eerste Ramlosa Open had gewonnen.

## Winnaars
- 1988:  Jesper Parnevik
- 1989:  Heinz Peter Thuel
- 1990:  Carl Magnus Stromberg
- 1991:  Fredrik Larsson
- 1992:  Magnus Jönsson
- 1993:  Olle Karlsson
- 1994:  Eric Carlberg  (amateur)